# Крылов, Николай Сергеевич
Никола́й Серге́евич Крыло́в (10 августа 1917, Устюжна, Новгородская губерния, Российская империя — 21 июня 1947, Ленинград, СССР) — советский физик-теоретик, исследовавший основные вопросы классической механики, статистической физики и квантовой механики.

## Биография
Семейный фон Николая Сергеевича включает следующие члены:
- отец — Сергей Борисович Крылов (1888—1958), специалист в области государственного и международного права, профессор, доктор юридических наук и заслуженный деятель науки РСФСР[3], один из советских подписантов Устава ООН и член Международного суда ООН,
- мать — Ева Николаевна Окунева (1886—1976), дворянка получившая юридическое образование на Бестужевских курсах[4], дочь Николая Александровича Окунева (1857—1939), основоположника особых судов и исправительно-воспитательных учреждений для несовершеннолетних, первого мирового судьи по делам несовершеннолетних в Российской империи[4][5], давшего большой вклад в развитие отделения социально-правовой охраны несовершеннолетних (СПОН) Ленинградского государственного педагогического института имени А. И. Герцена, где был тоже преподавателем[6],
- брат — Борис Сергеевич Крылов (1923—2013), доктор юридических наук, профессор кафедры конституционного права зарубежных стран Московского государственного юридического университета имени О. Е. Кутафина[7][8], его сын Сергей Борисович Крылов (род. 1949) является российском дипломатом и корпоративном менеджером,
- сестра — Елена Сергеевна Крылова[3][9] (род. 1919), кандидат физико-математических наук, исследователь лаборатории люминесценции С. И. Вавилова Физического института им. П. Н. Лебедева АН СССР до 1962 года, научный сотрудник[10][11] Института физики твердого тела и полупроводниковой электроники Сибирского отделения АН СССР в Новосибирске до 1974 года, вышла замуж за академика Анатолия Васильевича Ржанова, специалиста в области физики полупроводников и организатора этого Института, ныне Института физики полупроводников имени А. В. Ржанова СО РАН[4].

В 1934 году поступил на Физический факультет Ленинградского государственного университета, в 1937 году получил диплом с отличием и стал аспирантом на кафедре теоретической физики под научном руководством В. А. Фока. В ноябре 1941 года защитил кандидатскую диссертацию по теме «Процессы размешивания в фазовом пространстве», в которой использовал классическую механику как основу статистической физики через установление закона перемешивания в фазовом пространстве и его связи с эргодической гипотезой. В июле 1941 года Крылов стал научном сотрудником Физического института Ленинградского государственного университета имени А. С. Бубнова. В 1939—1941 годах прошёл военную службу в рядах Рабоче-крестьянской Красной армии, в годы Великой Отечественной войны выполнял разные задания оборонного значения не прекращая научной деятельности: летом 1942 года защитил докторскую диссертацию «Процессы релаксации статистических систем и критерий механической неустойчивости» в Ленинградском физико-техническом институте, находившемся тогда в Казани после эвакуации из блокадного Ленинграда. Вёл научную деятельность в учреждениях в Елабуге, Йошкар-Оле и Москве, в конце 1944 года вернулся в Физический институт Ленинградского ордена Ленина государственного университета в качестве старшего научного сотрудника.
Николай Сергеевич был женат на Лидии Валентиновне Догель (род. 1919), дочь основателя отечественной протозоологической научной школы и научной школы экологической паразитологии профессора ЛГУ В. А. Догеля, члена-корреспондента АН СССР и лауреата Ленинской премии, которая в 1946 году окончила 1-й Ленинградский медицинский институт имени академика И. П. Павлова, а затем специалистом в области нервно-мышечной патологии, доктором медицинских наук, профессором кафедры нервных болезней Ленинградского института для усовершенствования врачей. У них детей не было.
Н. С. Крылов умер 21 июня 1947 года в Ленинграде вследствие длительного сепсиса, вызванного зеленящим стрептококком.

## Научные результаты
В 1940 году было опубликовано две научные статьи Крылова: первая самостоятельная, а вторая в соавторстве с Г. Ю. Филипченко (1918—1941), сыном профессора ЛГУ генетика Ю. А. Филипченко, в которой авторы раскритиковали подходы к лежащему в основаниях статистической механики гиббсовому закону распределения рассматриваемые всемирно известными советскими физиками-теоретиками: тогда арестованном НКВД СССР Л. Д. Ландау и тогда только после присуждения докторской степени Е. М. Лифшицом в книге «Статистическая физика», части сегодня всемирно известного курса теоретической физики, а также членом-корреспондентом АН СССР Я. И. Френкелем в книге «Квантовая механика».
В 1947 году совместно с В. А. Фоком Крылов сформулировал квантово-механическую теорему, дающую полную зависимость распада квазистационарного состояния от энергетического спектра начального состояния.
В 1946 году начал писать монографию «Обоснование физической статистики», которой не окончил из-за ранней смерти. Крылов показал, что классическая механика может служить основой для статистической физики, если дополнить её двумя основополагающими принципами:
- неустойчивость рассматриваемой системы, которая выделяет те динамические системы, эволюция которых должна описываться статистически;
- неопределённость начального состояния системы, которая ограничивает «точность» определения начального состояния системы.

Крылов не смог завершить намеченной научно-исследовательской программы, но благодаря содействию его научного руководителя В. А. Фока и сокурсника и друга Крылова А. Б. Мигдала в свет вышла его посмертная монография содержащая не только лишь главные результаты незаконченной книги Крылова вместе с текстом его докторской диссертации, которая определила его академический статус как самого молодого доктора наук в стране, но тоже небольшую статью «Об описании немаксимально полных опытов» где через доказательство возможности противоречия критикуется утверждение об описании статистическим оператором всякого немаксимально полного опыта и отмечается несущественность непрерывного перехода между квантовом и классическом описаниями вследствие теоремы Пуанкаре о возвращении. Кроме того, в книге опубликована обширная статья Фока и Мигдала про теоретическим взглядам Крылова, которые явно противостояли диалектико-материалистическим представлениям тогдашних противников теории относительности и квантовой механики. Таким образом, благодаря Фоку результаты Крылова сегодня находятся в каноне вопросов перехода от динамики к статистике в описании физической системы, как отечественной, так и иностранной науки.

## Научные публикации
- Крылов Н. С. «Об обосновании физической статистики», Ученые записки Ленинградского государственного университета: серия физических наук, № 57, вып. 6, 1940, С. 74-96,
- Крылов Н. С. и Филипченко Г. Ю. «О способах получения распределения Гиббса (Критические замечания по поводу книг: „Статистическая физика“ Ландау и Лифшица и „Квантовая механика“ Френкеля)», Ученые записки Ленинградского государственного университета: серия физических наук, № 57, вып. 6, 1940, С. 97-103,
- Крылов Н. С. «Процессы релаксации в статистических системах», Nature, 10 июня 1944, С. 709—710[29],
- Крылов Н. С. и Фок В. А. «О двух основных толкованиях соотношений неопределенности для энергии и времени», Журнал экспериментальной и теоретической физики, Т. 17, вып. 2, 1947, С. 93-107,
- Крылов Н. С. «Работы по обоснованию статистической физики», под редакцией В. А. Фока, Москва — Ленинград: Издательство Академии наук СССР, 1950.